# Габриел Мендоса
Габриел Рафаел Мендоса Ибаре (на испански: Gabriel Rafael Mendoza Ibarra), роден на 22 май 1968 г. в Гранерос, е бивш чилийски футболист. Част е от златния състав на Коло Коло, който за първи път в историята на чилийския футбол печели Копа Либертадорес.

## Клубна кариера
След като прекарва пет години в първия си професионален отбор О′Хигинс, Мендоса преминава в гранда Коло Коло и веднага се налага като титуляр. Още през първия си сезон печели шампионската титла и Копа Либертадорес, а освен това попада и в идеалния отбор на Южна Америка за годината. Към тях добавя още една шампионска титла, една купа на страната, както и Рекопа Судамерикана и Копа Интерамерикана. Преди да се завърне за кратко в Коло Коло през 2001 г. играе за Сао Пауло, Тигрес УАНЛ и Сантяго Уондърърс. След кратък престой в китайския Шандон Лунен, Мендоса завършва кариерата си в Сантяго Морнинг.

## Национален отбор
За националния отбор изиграва 36 мача с един отбелязан гол. Участник на Копа Америка през 1991 (трето място), 1993 и 1995 г. Играе и в националния отбор по футзал.

## Извън футбола
След края на футболната си кариера Мендоса участва в риалити предаванията „Фермата ВИП“ и „1810“, финиширайки съответно на второ и първо място. Освен това има футболна школа във Виня дел Мар.

## Успехи
Коло Коло
- Примера Дивисион:
  - Шампион (2): 1991, 1993
  - Вицешампион (1): 1992
- Копа Чиле:
  - Носител (1): 1994
  - Финалисг (1): 1992
- Копа Либертадорес:
  - Носител (1): 1991
- Рекопа Судамерикана:
  - Носител (1): 1992
- Копа Интерамерикана:
  - Носител (1): 1992

 Чили
- Копа Америка:
  - Трето място (1): 1991